# 日夫勒扎克
日夫勒扎克（法語：Givrezac，法語發音：[ʒivʁəzak]）是法国滨海夏朗德省的一个市镇，位于该省中南部，属于容扎克区。

## 地理
日夫勒扎克（45°32'34"N, 0°37'44"W）面积2.7 平方千米，位于法国新阿基坦大区滨海夏朗德省，该省份为法国西部滨海省份，北起旺代省，西临大西洋，南至吉倫特省，东南接多爾多涅省，东北接德塞夫勒省接壤，东临夏朗德省。
与日夫勒扎克接壤的市镇（或旧市镇、城区）包括：尚帕尼奥勒、圣康坦德朗萨讷、唐扎克。

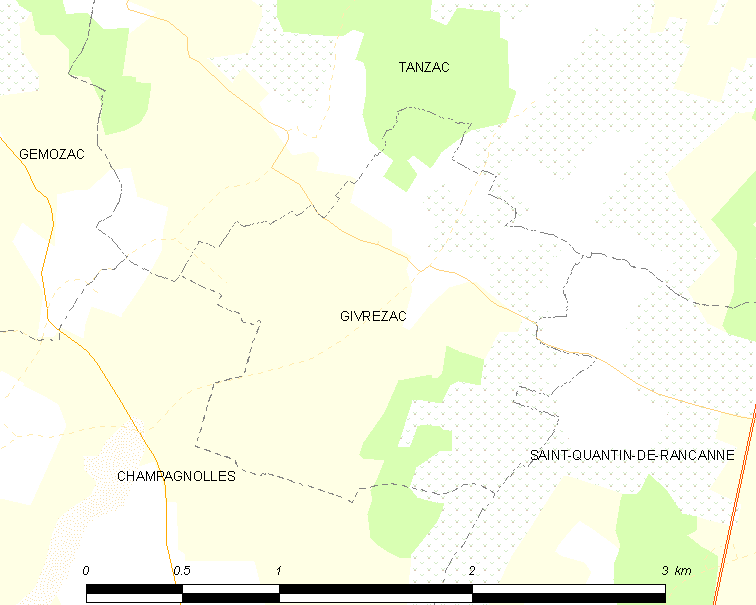
日夫勒扎克的OSM定位图

日夫勒扎克的时区为UTC+01:00、UTC+02:00（夏令时）。

## 行政
日夫勒扎克的邮政编码为17260，INSEE市镇编码为17178。

## 政治
日夫勒扎克所属的省级选区为蓬镇县。

## 人口

1962-2008年间日夫勒扎克人口变化图示

日夫勒扎克于2022年1月1日时的人口数量为77人。